# Округ Сан Луис Обиспо
Округ Сан Луис Обиспо (енгл. San Luis Obispo County) округ је у савезној држави Калифорнија, САД. Један је од првобитних округа Калифорније који су формирани 1850. Име округа потиче од шпанског имена за Светог Луја Тулушког.
Седиште округа и највећи град је Сан Луис Обиспо. Површина округа је 9.364,2 km², од чега је 8.558,1 km² (91,39%) копно, а 806,1 km² (8,61%) вода.
Према попису из 2010. округ је имао 269.637 становника.
Округ Сан Луис Обиспо је трећи округ по производњи вина у Калифорнији, иза округа Сонома и Напа. Удаљеност од великих центара као што су Лос Анђелес и Сан Франциско допринела је томе да округ задржи рурални карактер. Регија у којој се округ налази, позната као Централна обала, више је рурална и ослоњена на пољопривреду од многих других обалских регија у Калифорнији.

## Највећи градови
| Град            | Бр. становника (2010) |  |
| --------------- | --------------------- |  |
| Сан Луис Обиспо | 45.119                |  |
| Пасо Роблес     | 29.793                |  |
| Атаскадеро      | 28.310                |  |
| Аројо Гранде    | 17.252                |  |
| Гровер Бич      | 13.156                |  |